# 日本フラッグフットボール協会
公益財団法人日本フラッグフットボール協会（にほんフラッグフットボールきょうかい、英語: Japan Flag Football Oganization 略称：JFFO）は、日本におけるフラッグフットボールを総括している団体。

## 概要
協会本部は、東京都港区西新橋1－22－5。
2008年7月、2011年度から施行される新小学校学習指導要領にフラッグフットボールが例示掲載されることが、文部科学省により正式に発表された。中学校も「取り上げて良い種目一覧」に明記された。
2008年10月1日、学校教育におけるフラッグフットボールを研究・推進していた「全日本フラッグフットボール協会」と、競技としてのフラッグフットボールを運営していた「日本フラッグフットボール連盟」が統合し、国内のフラッグフットボールを統括する唯一の団体として「日本フラッグフットボール協会」が設立された。

## 主催事業
全国小学校フラッグフットボールパッケージプレゼント
全国の小学校にフラッグフットボールの用具をパッケージにして寄贈する寄付活動。2010年度は200校、2011年度は330校、2012年度は700校、2013年度は730校、2014年度は800校、2015年度には1000校の小学校に用具を寄贈している。
小学校への教材の寄贈
全国の小学校にフラッグフットボールの教材を寄贈する寄付活動。2012年度は40,000人分、2013年度は85,000人分、2014年度は約4,000校・250,000人分、2015年度は300,000人分を小学校に寄贈している。

## 主な主催大会
NFL FLAG（NFL フラッグフットボール日本選手権大会）
　フラッグフットボールの全国競技大会。一般、女子、中学生、小学生などのカテゴリーに分けて開催している。

## 主な主催コンクール
作戦コンクール（作戦スーパーボウル）
　フラッグフットボールで作られる作戦によるコンクール大会。小学生を対象に実施している。

## 歴史
- 2008年10月1日 -「全日本フラッグフットボール協会」と「日本フラッグフットボール連盟」の2団体が合併し、「日本フラッグフットボール協会」が設立。
- 2010年4月12日 - 一般財団法人化。
- 2013年1月4日 - 公益財団法人へ移行。

### 歴代代表理事
- 岡本行夫（2010年 - 2012年）
- 高橋健夫（2012年 - 2013年）
- 岡出美則（2013年 - 2024年）
- 松元剛（2024年 - 現在）